# Динамичен билярд
Динамичният билярд е динамична система, в която частица се движи в определени граници, като извършва свободно движение (обикновено равномерно праволинейно), освен когато се отразява от границата без загуба на скорост (с идеално еластичен удар). Тези системи са Хамилтонова идеализация на играта на билярд, но границите им често са различни от правоъгълник, като могат да бъдат и многоизмерни. Динамични билярди могат да се разглеждат и в неевклидови геометрии, като първите исторически изследвания са именно върху пространства с постоянна отрицателна кривина.